# Világosfejű tangara
A világosfejű tangara (Tangara gyrola)  a madarak osztályának verébalakúak (Passeriformes) rendjébe és a tangarafélék (Thraupidae) családjába tartozó  faj.

## Rendszerezése
A fajt Carl von Linné svéd természettudós írta le 1758-ban, a Fringilla nembe Fringilla Gyrola néven.

## Alfajai
- Tangara gyrola albertinae (Pelzeln, 1877)
- Tangara gyrola bangsi (Hellmayr, 1911)
- Tangara gyrola catharinae (Hellmayr, 1911)
- Tangara gyrola deleticia (Bangs, 1908)
- Tangara gyrola gyrola (Linnaeus, 1758)
- Tangara gyrola nupera Bangs, 1917
- Tangara gyrola parva J. T. Zimmer, 1943
- Tangara gyrola toddi Bangs & T. E. Penard, 1921
- Tangara gyrola viridissima (Lafresnaye, 1847)[2]

## Előfordulása
Közép-Amerikában, Costa Rica, Nicaragua, Panama és Dél-Amerika északi részén, Bolívia, Brazília, Kolumbia, Ecuador, Francia Guyana, Guyana, Peru, Suriname, Trinidad és Tobago, valamint  Venezuela területén honos. 
Természetes élőhelyei a szubtrópusi és trópusi síkvidéki és hegyi esőerdők, mocsári erdők, valamint ültetvények. Állandó, nem vonuló faj.

## Megjelenése
Testhossza 12 centiméter.
|  |

## Életmódja
Gyümölcsökkel és ízeltlábúakkal táplálkozik.

## Természetvédelmi helyzete
Az elterjedési területe rendkívül nagy, egyedszáma viszont csökkenő, de még nem éri el a kritikus szintet. A Természetvédelmi Világszövetség Vörös listáján nem fenyegetett fajként szerepel.